# 흑장미 (1950년 영화)
《흑장미》(The Black Rose)는 미국과 영국에서 제작된 헨리 해서웨이 감독의 1950년 영화이다. 타이론 파워, 오슨 웰스가 주연으로 출연하였고, 루이 D. 라이턴 등이 제작에 참여하였다.

## 출연

### 주연
- 타이론 파워
- 오슨 웰스

### 조연
- 세실 오브리
- 잭 호킨스
- 마이클 레니
- 핀리 커리
- 허버트 롬
- 로버트 블레이크
- 제임스 로버트슨 저스티스
- 로런스 하비

## 기타
- 미술: 윌리엄 C. 앤드루스
- 미술: 폴 셰리프
- 의상: 마이클 휘태커